# جورجا مارکتی
جورجا مارکتی (ایتالیایی: Giorgia Marchetti؛ زادهٔ ۲۱ ژانویهٔ ۱۹۹۵) تنیس‌باز و ورزشکار پدل زن اهل ایتالیا است.